# Sedm bohů štěstí

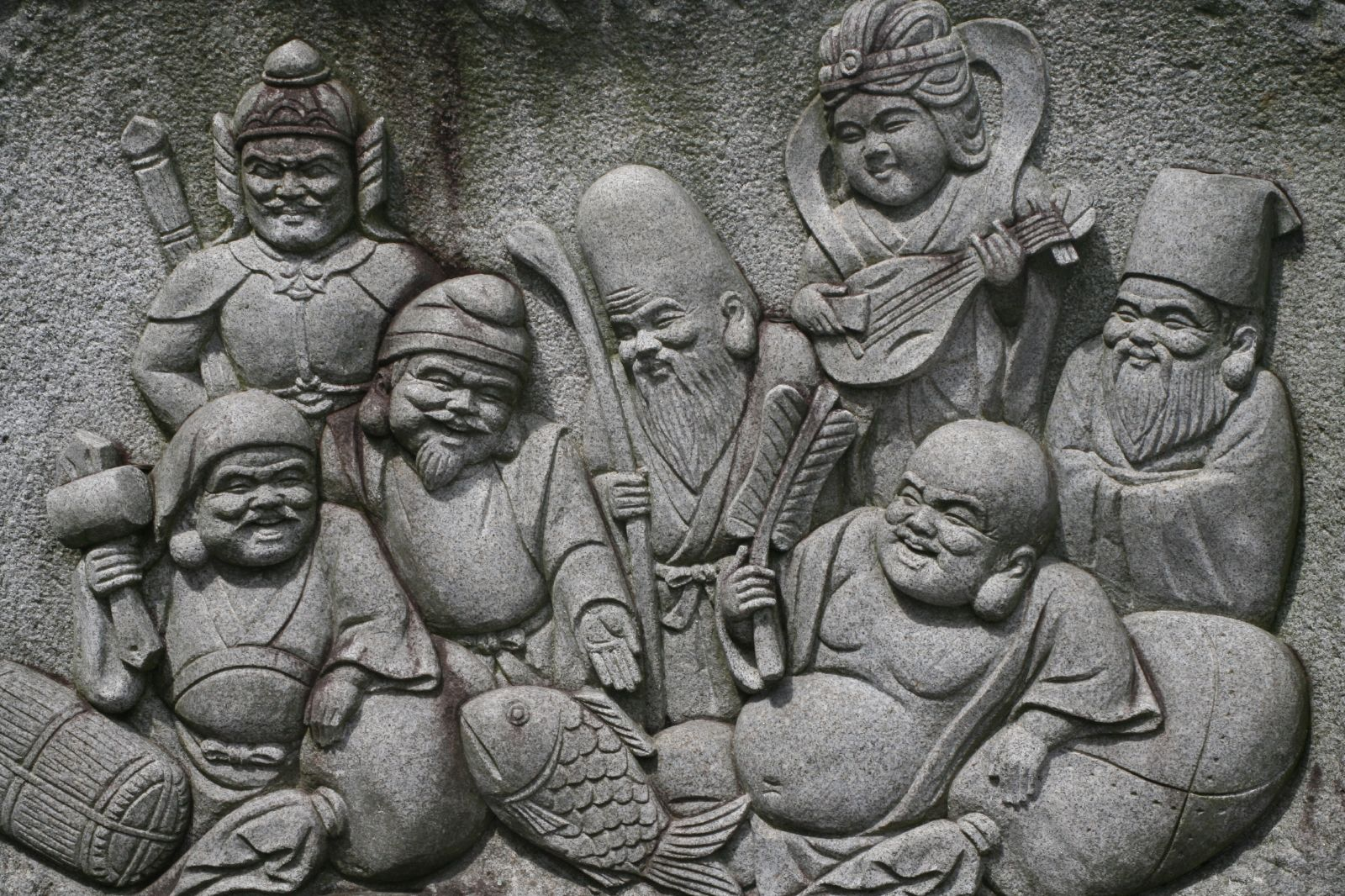
Sedm bohů štěstí

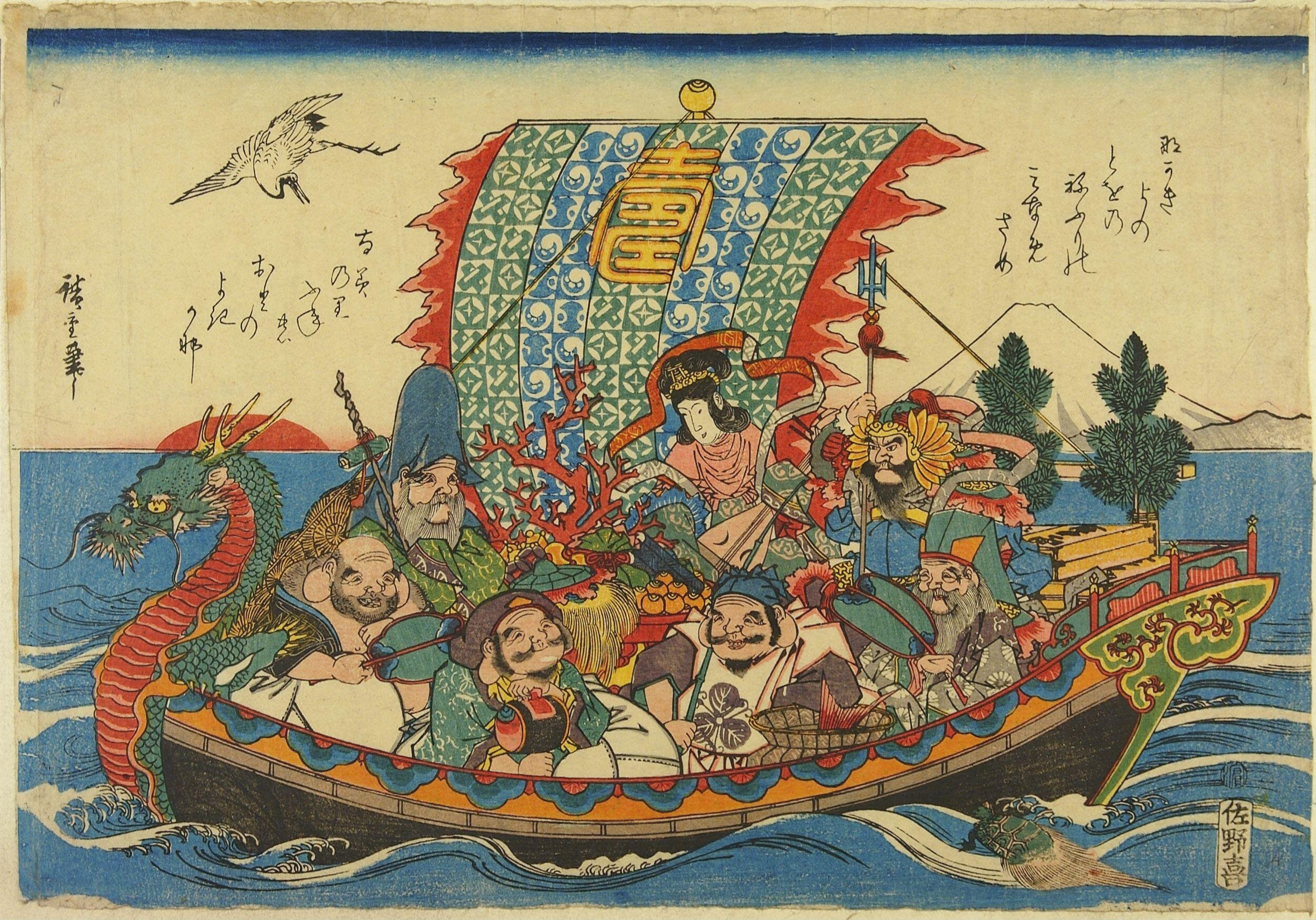
Sedm bohů štěstí na lodi od mistra Hirošige Utagawy

Sedm bohů štěstí (japonsky 七福神, šičifukudžin) je skupina postav z japonské mytologie, o kterých se věří, že přináší štěstí a to každý podle své specializace. Jednotlivé postavy mají svůj původ jak v Indii, Číně tak i Japonsku. Číslo sedm je v Japonsku samo o sobě považováno za šťastné a bůžci proto bývají často zobrazováni společně, např. na lodi.

## Popis jednotlivých bohů

### Ebisu
Ebisu (japonsky えびす) je bůh rybolovu, zemědělství, obchodu a poctivé tvrdé práce. Obvykle je zobrazován s rybářským prutem v jedné ruce a mořským okounem v druhé. Jeho velké uši a dlouhé ušní lalůčky, jsou prý vlastností těch, kteří jsou obdařeni šťastnou povahou.
Téměř všichni bohové štěstí mají svůj původ v buddhismu nebo taoismu, ale Ebisu je v jádru japonský a na tomto souostroví velmi oblíbený. Jednou z nejpopulárnějších japonských značek piva je Yebisu (alternativní výslovnost Ebisu) v jehož logu je zobrazen tento bůh.

### Daikokuten
Daikokuten (japonsky 大黒天) je bohem obchodu a prosperity, patronem kuchařů a zemědělců. Je japonskou verzí buddhistického božstva Mahákála, které zase pochází z hinduistického Šivy. Původně hinduistický bůh války se tak postupem času v Japonsku stal veselým bůžkem, který je obvykle zobrazován s palicí v ruce a s balíkem rýže pod nohama. Někdy ho doprovází myš nebo krysa, protože kde je obilí, tam jsou i hlodavci.
Daikokuten je patronem těch, kteří riskují, odvážných strůjců vlastního štěstí a osudu. Usmívá se na všechny, kdo jdou odvážně vpřed, ať už jsou to poctiví podnikatelé, nebo zloději a podvodníci.

### Benzaiten
Benzaiten (japonsky 弁才天) je jedinou ženou mezi sedmi bohy štěstí. Benzaiten je jak šintoistickou tak i buddhistickou bohyní, která má kořeny v Indii. Je bohyní moudrosti, štěstí a všeho, co plyne – vody, vědění, bohatství, lidských vztahů, času. Jako na tu, která se pohybuje v různých oblastech a náboženstvích, se na ni lze spolehnout pro široký pohled na svět, hluboké porozumění a šíření soucitu. Je zobrazována jako krásná žena držící tradiční japonskou loutnu biwa. Její obraz obvykle doprovázejí bílí hadi nebo draci. Je múzou hudebníků a patronkou umělců, jako malířů, sochařů, spisovatelů, tanečníků a gejš.
Nejvýznamnější šintoistická svatyně zasvěcená bohyni Benzaiten se nachází na japonském ostrově Enošima.

### Bišamonten
Bišamonten (japonsky 毘沙門天) je bohem štěstí ve válce a bitvách, původem z Indie jako Vaisravana. Kromě toho, že je patronem vojáků, představuje také důstojnost a autoritu, chrání ty, kdo se chovají podle společenských pravidel.
Je zobrazován jako muž oděný do brnění a přilby. V jedné ruce nese kopí pro boj proti zlým duchům, v druhé pagodu, ve které uchovává božské dary a z níž je také uděluje. Jako takový je strážcem brány, ochráncem chrámů, věřících a jejich darů. Proto je Bišamonten také bohem štěstí, dárcem požehnání. Někdy je uváděn také pod jménem Tamonten, což znamená „naslouchající mnoha naukám“ a pod jeho ochranou jsou věřící všech vyznání.

### Fukurokudžu
Fukurokudžu (japonsky 福禄寿) je bohem moudrosti, bohatství, štěstí a dlouhověkosti. Původ Fukurokudžu se nachází v čínské mytologii, ve které ho představuje taoistický poustevník, který dokázal dělat zázraky, protože byl inkarnací hvězdy. V Číně, představuje hvězdu jižního pólu a jako takový je zdrojem vedení. Jeho jméno v sobě v japonštině spojuje štěstí (fuku) a bohatství (roku) spolu s dlouhověkostí (džu), takže v něm lze najít všechny tyto aspekty. Někdy bývá zobrazován se zvířaty symbolizujícími dlouhověkost, jako je želva, jeřáb nebo kabar, případně jejich kombinace.
Charakterizuje ho stáří a jeho podlouhlá lysá hlava, v níž uchovává moudrost věků, a v ruce drží hůl. Jako mnoho jiných postav v japonské kultuře je tato postava příkladem spojení štěstí a moudrostí.
Jeho původ je podobný původu jeho společníka Džuródžina a někdy jsou zaměňováni jeden za druhého, protože oba jsou představováni jako staříci s vousy doprovázení různými zvířaty.

### Džuródžin
Džuródžin (japonsky 寿老人) vnuk Fukurokudžu, má mnoho společných rysů se svým dědečkem. I on je bohem dlouhověkosti, nosí hůl, doprovází ho různá zvířata a také on je představitelem hvězdy jižního pólu. Dokonce se říká, že dědeček a vnuk často obývají stejné tělo. Jeho postava pochází z čínské mytologie. Říká se, že je založen na taoistickém mystikovi, který po své smrti získal status božstva tím, že byl víceméně naroubován na postavu Fukurokudžu.
Je zobrazován jako vysoký stařec s holí, kterého často doprovází jeřáb, želva nebo kabar. Dalším prvkem, který se u něj obvykle objevuje, je pergamen, na němž je údajně napsána dlouhověkost všech živých tvorů.

### Hotei
Hotei (japonsky 布袋), známý také jako „smějící se Buddha“, je bohem spokojenosti, štěstí a je také strážcem dětí. Hotei má v mnoha kulturách mnoho jmen a původ má v čínském buddhistickém mnichovi jménem Budai, který rozdal vše, co měl, a ponechal si pouze roucho, které nosil. Jeho rozdávání bylo tak úplné a jeho probuzení tak čisté, že procházel životem bez újmy a bez starostí.
Je zobrazován jako vždy usměvavý, tlustý, plešatý muž, kterému odhalený pupek vyčnívá z oblečení. Často nosí obrovský pytel, o němž se tvrdí, že obsahuje štěstí pro ty, kdo věří v jeho ctnosti.

## Galerie

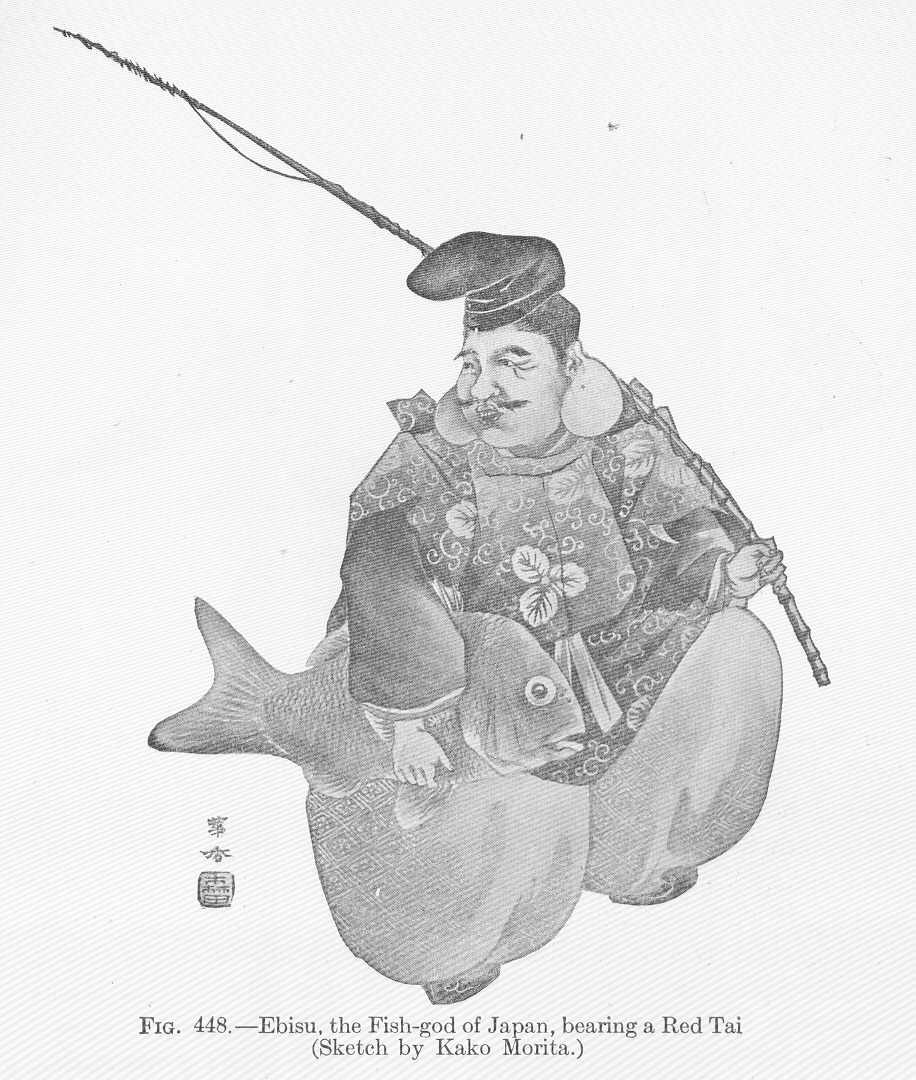
Ebisu
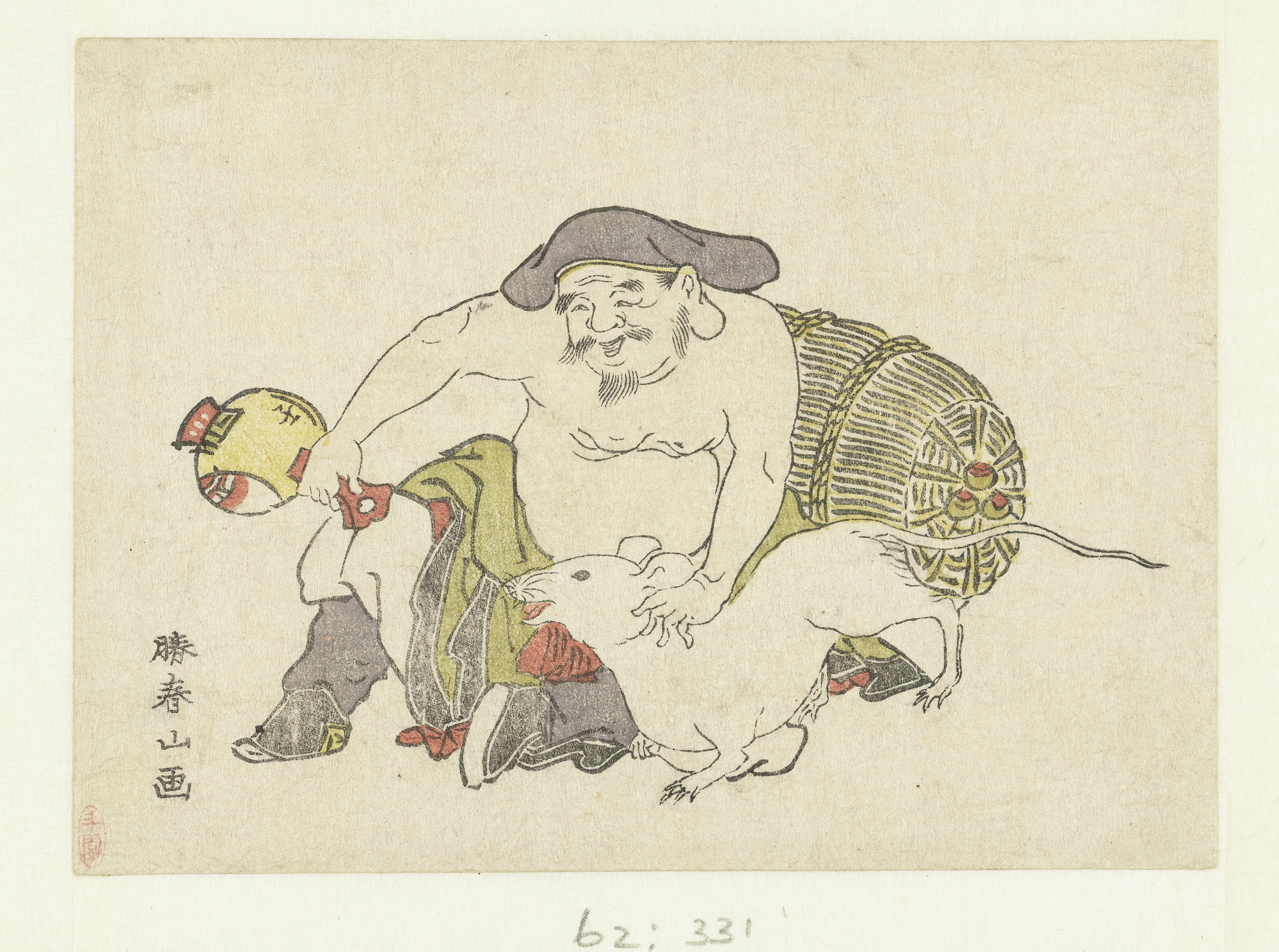
Daikokuten
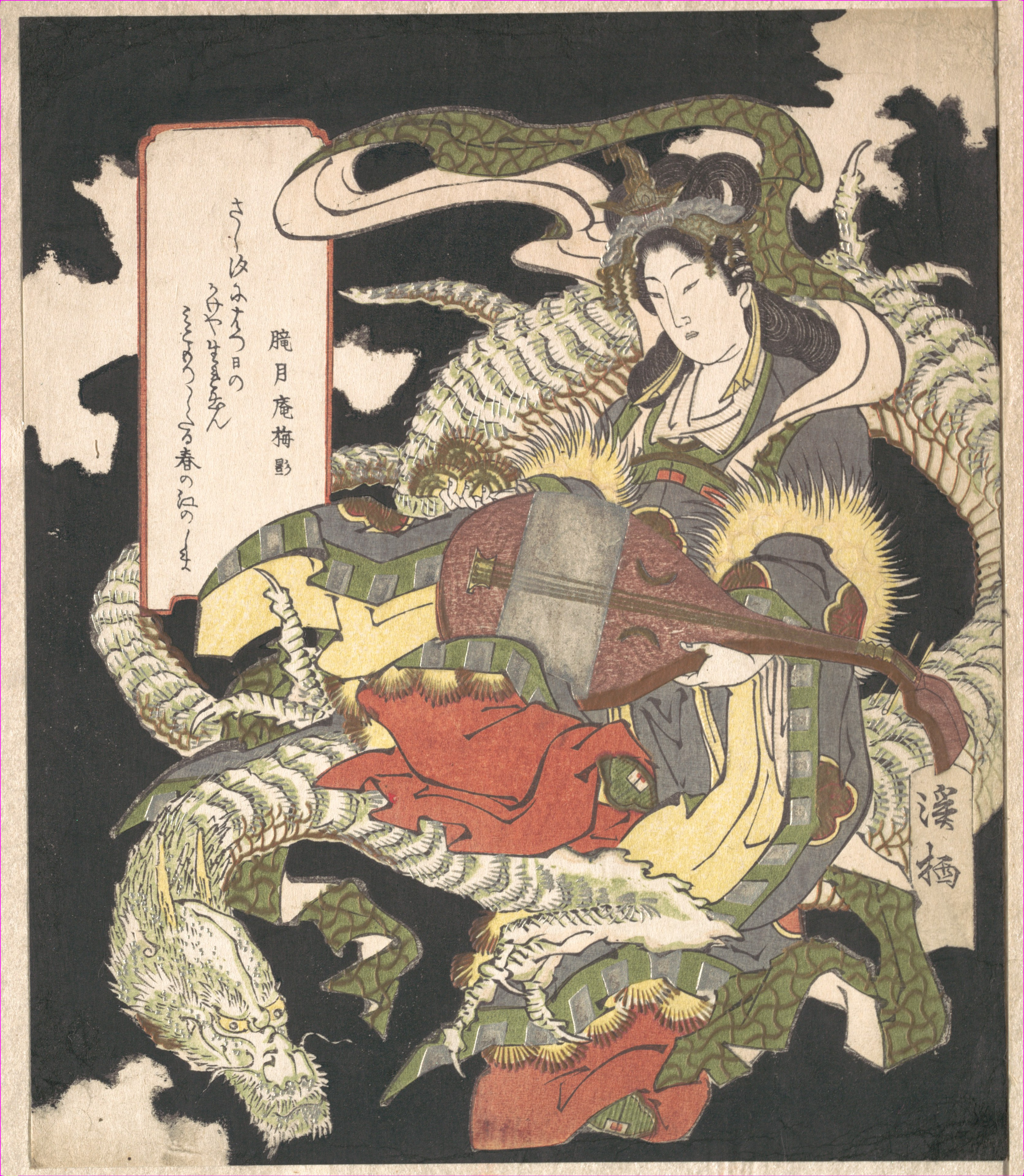
Benzaiten
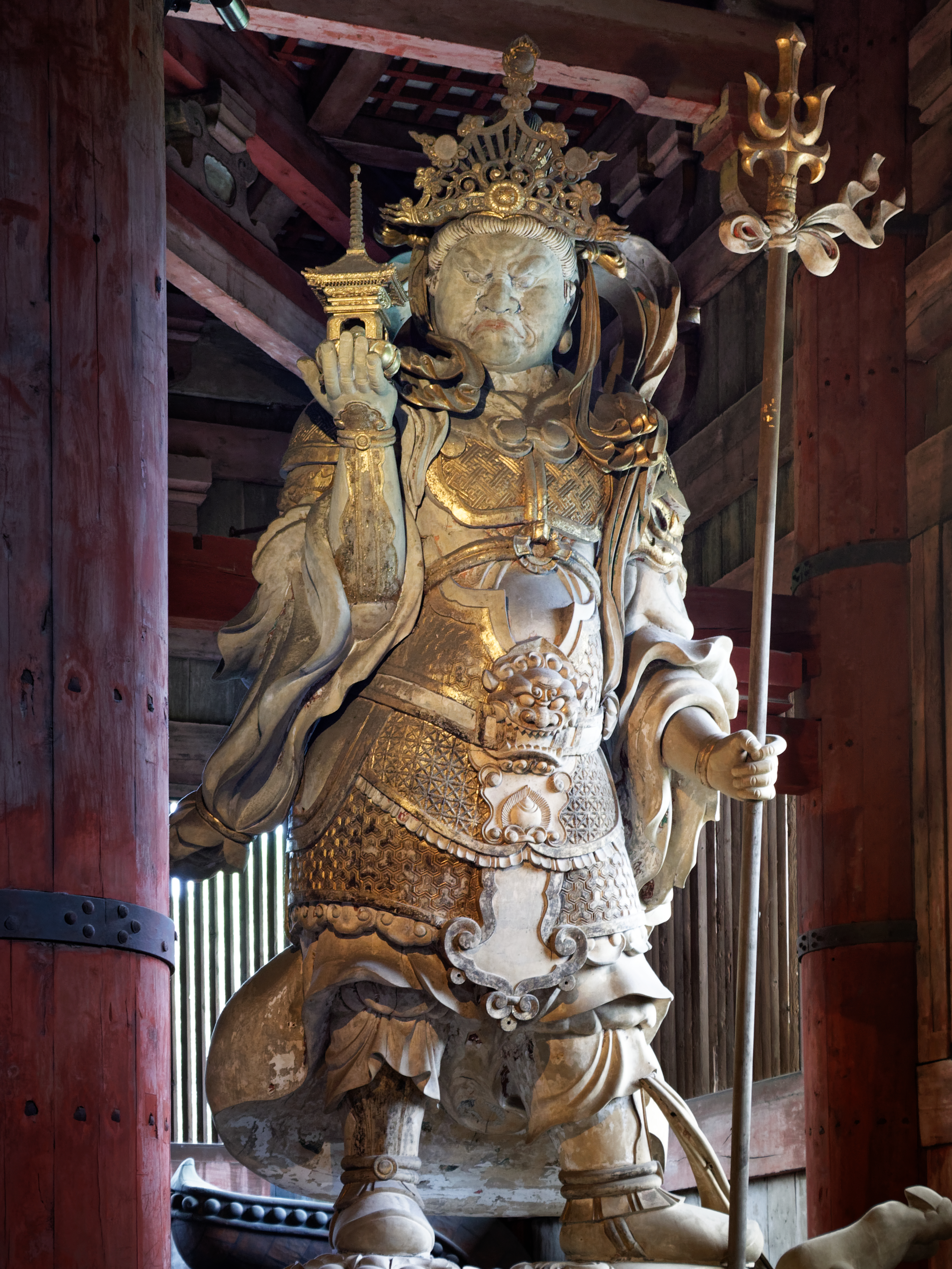
Bišamonten v chrámu Todai-dži, Nara
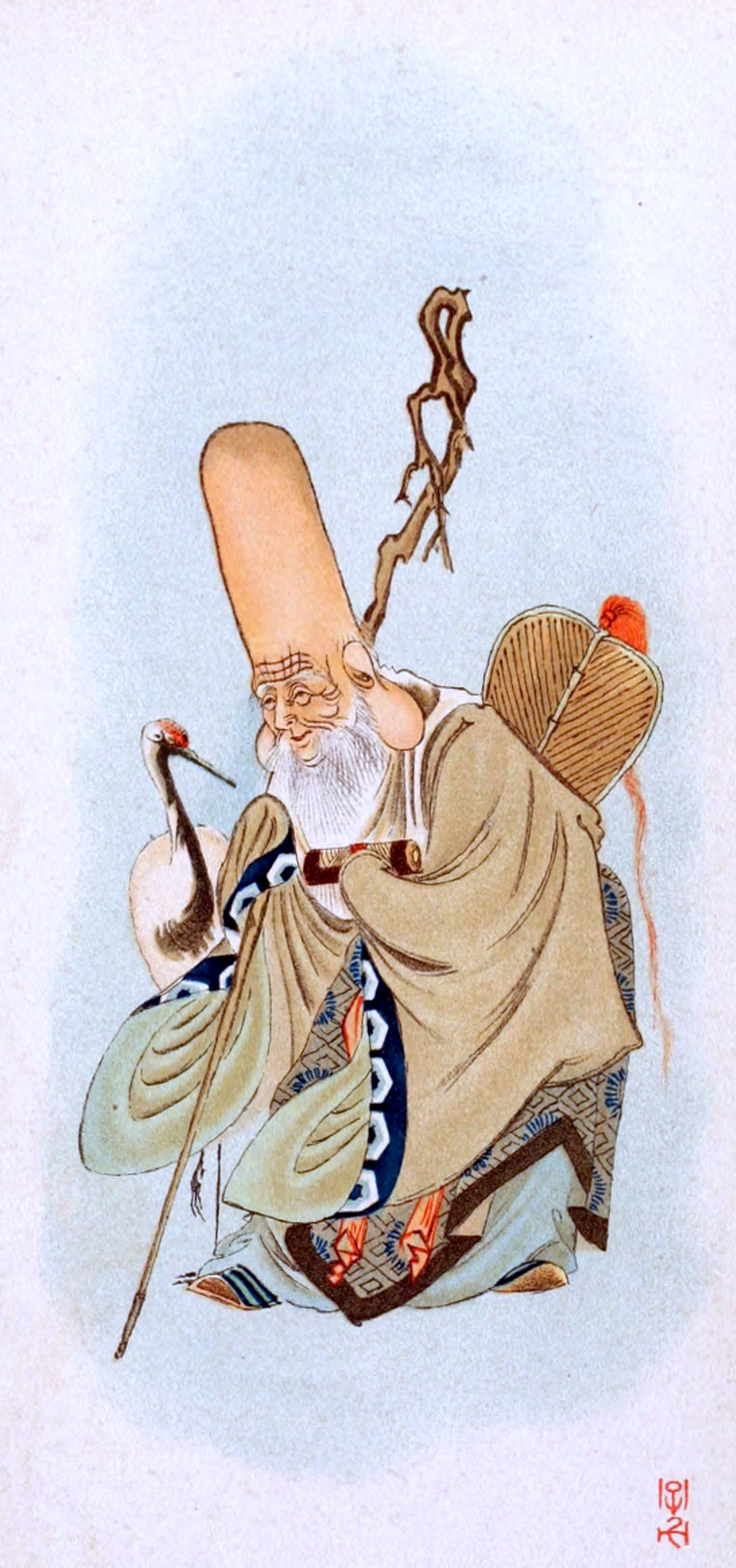
Fukurokudžu
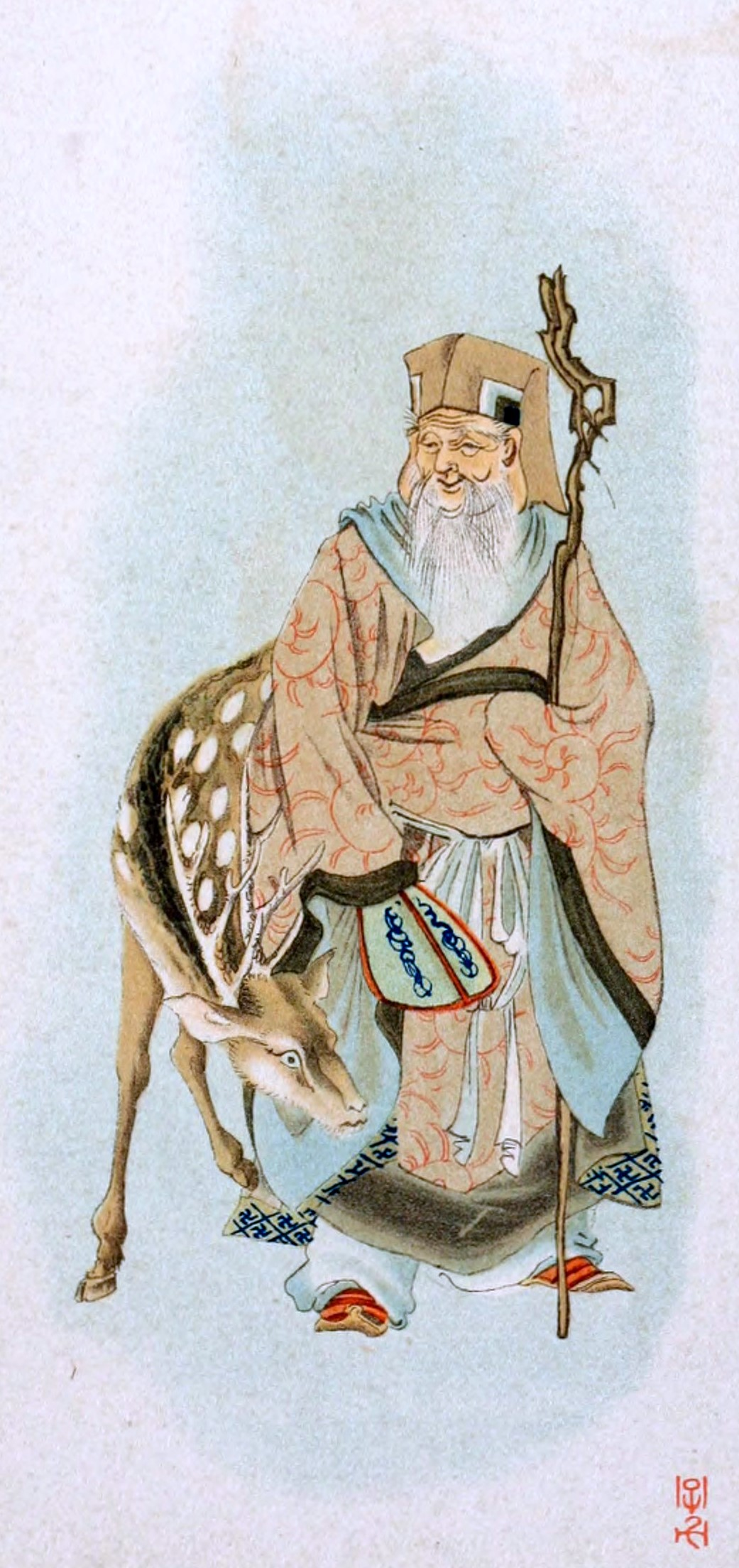
Džuródžin
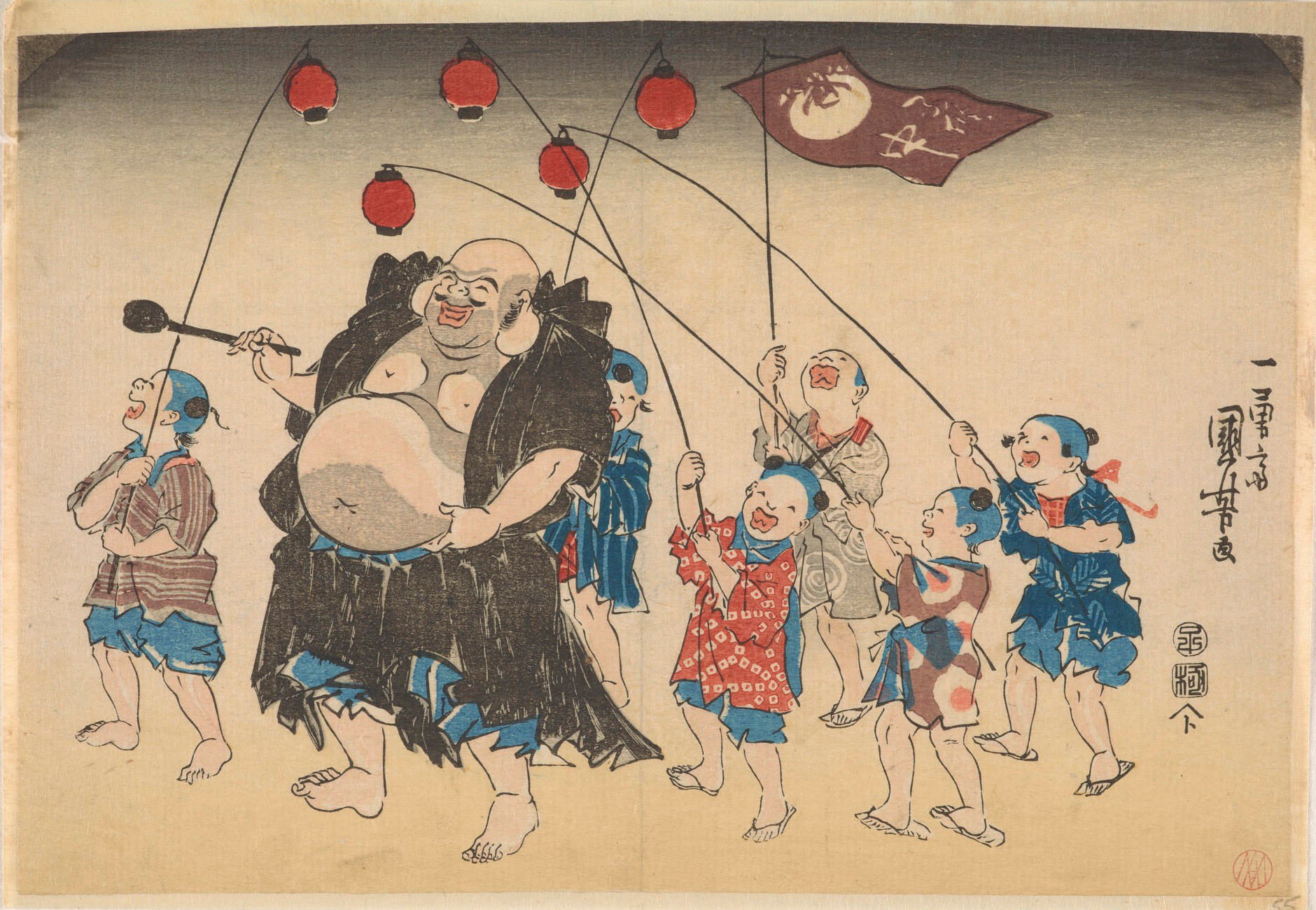
Hotei s dětmi